# Tolnay Kornél
Dunaszentgyörgyi Tolnay Kornél (Gödöllő, 1865. január 13. – Budapest, 1936. február 17.) mérnök, MÁV elnökigazgató.

## Életpályája
Tolnay Lajos mérnök és Krucsovics Kornélia (1841-1913) fia. Miután mérnöki diplomát szerzett, előbb Németországban vasúti építkezéseken, majd 1890-ben Fiume kikötőjében, később az Eperjes-Bártfái HÉV építkezésénél dolgozott. Budapesten vette feleségül Záhorszky Irént 1890. szeptember 18-án. 1894-től a Vasúti és Hajózási Főfelügyelőség munkatársa volt, 1898-ban MÁV-főfelügyelő, 1902-ben debreceni, 1906-ban pedig budapesti MÁV-üzletvezető lett. 1908-ban a részvénytársaság igazgatója lett és a konstantinápolyi erőmű építkezéseinek vezetője volt. 1914 és 1918 között elnökigazgatója volt a MÁV-nak. Később a Gyáriparosok és Gyárigazgatók Körének, majd 1926-tól az Országos Iparegyesület elnöke volt.

## Művei
- Megjegyzések az északamerikai vasutak pénzügyi politikájára (Bp., 1906)
- Hungarian railways and territorial integrity (Bp, 1919) Online
- Mi történjék közúti vasutainkkal? (Bp., 1920)